# كيني كوان
كيني كوان (بالصينية: 關智斌) (و. 1980 – م) هو مغني، وممثل، من جمهورية الصين الشعبية، ولد في الفلبين.

## وصلات خارجية
- كيني كوان على موقع IMDb (الإنجليزية)
- كيني كوان على موقع ميوزك برينز (الإنجليزية)
- كيني كوان على موقع قاعدة بيانات الفيلم (الإنجليزية)